# Vilius Armanavičius
Vilius Armanavičius (ur. 8 maja 1995 w Kownie) – litewski piłkarz grający na pozycji pomocnika w klubie Kauno Žalgiris.

## Kariera juniorska
Armanavičius grał jako junior w LFF Akademija (do 2013).

## Kariera seniorska

### Stumbras Kowno
Armanavičius przeszedł do Stumbrasu Kowno 1 stycznia 2014. Zadebiutował dla nich 28 lutego 2015 w meczu z FK Šiauliai (wyg. 3:1). Pierwszą bramkę zdobył 28 listopada 2016 w zremisowanym 2:2 spotkaniu przeciwko Žalgirisowi Wilno. Łącznie dla tego klubu Armanavičius rozegrał 76 meczów strzelając 2 gole.
Armanavičius wystąpił także 13 razy w rezerwach Stumbrasa Kowno, strzelając 2 gole.

### FK Jonava
Armanavičius trafił do FK Jonava 15 lipca 2018. Debiut dla nich zaliczył 4 sierpnia 2018 w przegranym 1:3 spotkaniu przeciwko Stumbrasowi Kowno. Pierwszego gola strzelił 21 października 2018 w meczu z Sūduvą Mariampol (przeg. 1:2). Ostatecznie w barwach FK Jonava Armanavičius wystąpił 8 razy zdobywając jedną bramkę.

### Atlantas Kłajpeda
Armanavičius przeniósł się do Atlantasu Kłajpeda 24 lutego 2019. Zadebiutował dla nich 2 marca 2019 w meczu z Žalgirisem Kowno (wyg. 2:0), notując też asystę. Pierwszą bramkę zdobył 4 listopada 2019 w przegranym 5:2 spotkaniu przeciwko FK Riteriai. Łącznie dla tego klubu Armanavičius rozegrał 31 meczów strzelając jednego gola.

### FC Hegelmann
Armanavičius przeszedł do FC Hegelmann 1 marca 2020.W A lyga debiut dla nich zaliczył 6 marca 2021 w przegranym 2:1 spotkaniu przeciwko Džiugasowi Telsze, strzelając wtedy też swojego pierwszego gola. Ostatecznie w barwach tego klubu Armanavičius wystąpił 71 razy zdobywając 19 bramek.

### Kaspij Aktau
Armanavičius przeniósł się do Kaspija Aktau 1 lutego 2023. Zadebiutował dla nich 4 marca 2023 w starciu z Ordabasy Szymkent (przeg. 3:1). Łącznie dla tego klubu Armanavičius rozegrał 8 meczów nie strzelając żadnego gola.

### Žalgiris Kowno
Armanavičius trafił do Žalgirisu Kowno 4 lipca 2023. Debiut dla nich zaliczył 7 lipca 2023 w przegranym 3:0 spotkaniu przeciwko FK Poniewież. Pierwszego gola strzelił 18 lipca 2023 w meczu z Bangą Gorżdy (1:1).

## Kariera reprezentacyjna

### Litwa U19
Armanavičius zadebiutował w reprezentacji Litwy U-19 26 czerwca 2013 w meczu z Łotwą (0:0). Łącznie dla tej kadry rozgrał 6 meczów nie strzelając żadnego gola.

### Litwa U21
Armanavičius zaliczył debiut dla Litwy U-21 18 stycznia 2014 w przegranym 1:2 spotkaniu przeciwko Łotwie. Ostatecznie dla tej reprezentacji wystąpił 8 razy nie zdobywając żadnej bramki.

### Litwa
Armanavičius zadebiutował reprezentacji Litwy 12 października 2021 w meczu ze Szwajcarią (przeg. 0:4).

## Statystyki

### Klubowe
(aktualne na dzień 22 sierpnia 2024)
| Klub               | Sezon              | Liga               | Liga  | Liga   | Puchar kraju | Puchar kraju | Europa | Europa | Suma  | Suma   |
| Klub               | Sezon              | Liga               | Mecze | Bramki | Mecze        | Bramki       | Mecze  | Bramki | Mecze | Bramki |
| ------------------ | ------------------ | ------------------ | ----- | ------ | ------------ | ------------ | ------ | ------ | ----- | ------ |
| Stumbras Kowno     | 2015               | A lyga             | 22    | 0      | 0            | 0            | –      | –      | 22    | 0      |
| Stumbras Kowno     | 2016               | A lyga             | 25    | 1      | 1            | 0            | –      | –      | 26    | 1      |
| Stumbras Kowno     | 2017               | A lyga             | 16    | 1      | 1            | 0            | –      | –      | 17    | 1      |
| Stumbras Kowno     | 2018               | A lyga             | 10    | 0      | 1            | 0            | –      | –      | 11    | 0      |
| Stumbras Kowno     | Ogólnie            | Ogólnie            | 73    | 2      | 3            | 0            | 0      | 0      | 76    | 2      |
| Stumbras Kowno B   | 2017               | LFF I lyga         | 13    | 2      | 0            | 0            | –      | –      | 13    | 2      |
| Stumbras Kowno B   | Ogólnie            | Ogólnie            | 13    | 2      | 0            | 0            | 0      | 0      | 13    | 2      |
| FK Jonava          | 2018               | A lyga             | 8     | 1      | 0            | 0            | –      | –      | 8     | 1      |
| FK Jonava          | Ogólnie            | Ogólnie            | 8     | 1      | 0            | 0            | 0      | 0      | 8     | 1      |
| Atlantas Kłajpeda  | 2019               | A lyga             | 30    | 1      | 1            | 0            | –      | –      | 31    | 1      |
| Atlantas Kłajpeda  | Ogólnie            | Ogólnie            | 30    | 1      | 1            | 0            | 0      | 0      | 31    | 1      |
| FC Hegelmann       | 2020               | LFF I lyga         | 18    | 9      | 0            | 0            | –      | –      | 18    | 9      |
| FC Hegelmann       | 2021               | A lyga             | 34    | 6      | 2            | 0            | –      | –      | 36    | 6      |
| FC Hegelmann       | 2022               | A lyga             | 31    | 13     | 4            | 0            | –      | –      | 35    | 13     |
| FC Hegelmann       | Ogólnie            | Ogólnie            | 83    | 28     | 6            | 0            | 0      | 0      | 89    | 28     |
| Kaspij Aktau       | 2023               | Priemjer Ligasy    | 8     | 0      | 0            | 0            | –      | –      | 8     | 0      |
| Kaspij Aktau       | Ogólnie            | Ogólnie            | 8     | 0      | 0            | 0            | 0      | 0      | 8     | 0      |
| Žalgiris Kowno     | 2023               | A lyga             | 16    | 3      | 2            | 1            | 2      | 0      | 20    | 4      |
| Žalgiris Kowno     | 2024               | A lyga             | 27    | 6      | 3            | 0            | –      | –      | 30    | 6      |
| Žalgiris Kowno     | Ogólnie            | Ogólnie            | 43    | 9      | 5            | 1            | 2      | 0      | 50    | 10     |
| Ogólnie w karierze | Ogólnie w karierze | Ogólnie w karierze | 258   | 43     | 15           | 1            | 2      | 0      | 275   | 44     |

### Reprezentacyjne
(aktualne na dzień 22 sierpnia 2024)
| Reprezentacja      | Rok                | Mecze | Bramki |
| ------------------ | ------------------ | ----- | ------ |
| Litwa U-19         | 2013               | 4     | 0      |
| Litwa U-19         | 2014               | 2     | 0      |
| Ogólnie            | Ogólnie            | 6     | 0      |
| Litwa U-21         | 2014               | 3     | 0      |
| Litwa U-21         | 2015               | 5     | 0      |
| Ogólnie            | Ogólnie            | 8     | 0      |
| Litwa              | 2021               | 3     | 0      |
| Litwa              | 2022               | 3     | 0      |
| Ogólnie            | Ogólnie            | 6     | 0      |
| Ogólnie w karierze | Ogólnie w karierze | 20    | 0      |

| Mecze i gole w reprezentacji | Mecze i gole w reprezentacji | Mecze i gole w reprezentacji | Mecze i gole w reprezentacji | Mecze i gole w reprezentacji | Mecze i gole w reprezentacji | Mecze i gole w reprezentacji | Mecze i gole w reprezentacji              |
| Litwa U-19                   | Litwa U-19                   | Litwa U-19                   | Litwa U-19                   | Litwa U-19                   | Litwa U-19                   | Litwa U-19                   | Litwa U-19                                |
| Lp.                          | Data                         | Miejsce                      | Gospodarz                    | Gość                         | Wynik                        | Gol                          | Rozgrywki                                 |
| ---------------------------- | ---------------------------- | ---------------------------- | ---------------------------- | ---------------------------- | ---------------------------- | ---------------------------- | ----------------------------------------- |
| 1.                           | 26.06.2013                   |                              | Łotwa U-19                   | Litwa U-19                   | 0:0                          |                              | Mecz towarzyski                           |
| 2.                           | 28.06.2013                   | Tallinn                      | Estonia U-19                 | Litwa U-19                   | 3:1                          |                              | Mecz towarzyski                           |
| 3.                           | 10.10.2013                   | Inowrocław                   | Polska U-19                  | Litwa U-19                   | 1:1                          |                              | Mecz towarzyski                           |
| 4.                           | 12.10.2013                   | Grudziądz                    | Rumunia U-19                 | Litwa U-19                   | 1:0                          |                              | Mistrzostwa Europy U-19 2014 – eliminacje |
| 5.                           | 31.05.2014                   | Vigo                         | Niemcy U-19                  | Litwa U-19                   | 2:0                          |                              | Mistrzostwa Europy U-19 2014 – eliminacje |
| 6.                           | 05.06.2014                   | Pontevedra                   | Dania U-19                   | Litwa U-19                   | 3:1                          |                              | Mistrzostwa Europy U-19 2014 – eliminacje |
| Litwa U-21                   |                              |                              |                              |                              |                              |                              |                                           |
| Lp.                          | Data                         | Miejsce                      | Gospodarz                    | Gość                         | Wynik                        | Gol                          | Rozgrywki                                 |
| 1.                           | 18.01.2014                   | Mariampol                    | Litwa U-21                   | Łotwa U-21                   | 1:2                          |                              | Mecz towarzyski                           |
| 2.                           | 26.01.2014                   | Petersburg                   | Rosja U-21                   | Litwa U-21                   | 3:0                          |                              | Mecz towarzyski                           |
| 3.                           | 27.01.2014                   | Petersburg                   | Mołdawia U-21                | Litwa U-21                   | 1:0                          |                              | Mecz towarzyski                           |
| 4.                           | 17.01.2015                   | Petersburg                   | Południowa Afryka U-20       | Litwa U-21                   | 1:1                          |                              | Mecz towarzyski                           |
| 5.                           | 18.01.2015                   | Petersburg                   | Kazachstan U-21              | Litwa U-21                   | 1:0                          |                              | Mecz towarzyski                           |
| 6.                           | 20.01.2015                   | Petersburg                   | Tadżykistan U-21             | Litwa U-21                   | 2:1                          |                              | Mecz towarzyski                           |
| 7.                           | 22.01.2015                   | Petersburg                   | Łotwa U-21                   | Litwa U-21                   | 2:0                          |                              | Mecz towarzyski                           |
| 8.                           | 24.01.2015                   | Petersburg                   | Estonia U-21                 | Litwa U-21                   | 2:1                          |                              | Mecz towarzyski                           |
| Litwa                        |                              |                              |                              |                              |                              |                              |                                           |
| Lp.                          | Data                         | Miejsce                      | Gospodarz                    | Gość                         | Wynik                        | Gol                          | Rozgrywki                                 |
| 1.                           | 12.10.2021                   | Wilno                        | Litwa                        | Szwajcaria                   | 0:4                          |                              | Mistrzostwa Świata 2022 – eliminacje      |
| 2.                           | 12.11.2021                   | Belfast                      | Irlandia Północna            | Litwa                        | 1:0                          |                              | Mistrzostwa Świata 2022 – eliminacje      |
| 3.                           | 15.11.2021                   | Wilno                        | Litwa                        | Kuwejt                       | 1:1                          |                              | Mecz towarzyski                           |
| 4.                           | 07.06.2022                   | Wilno                        | Litwa                        | Turcja                       | 0:6                          |                              | Liga Narodów UEFA 2022/2023               |
| 5.                           | 11.06.2022                   | Thorshavn                    | Wyspy Owcze                  | Litwa                        | 2:1                          |                              | Liga Narodów UEFA 2022/2023               |
| 6.                           | 14.06.2022                   | Stambuł                      | Turcja                       | Litwa                        | 2:0                          |                              | Liga Narodów UEFA 2022/2023               |

## Sukcesy

### Stumbras Kowno
- Puchar Litwy (1×): 2016/2017